# Ново-Село (Биелина)
Ново-Село (серб. Ново Село / Novo Selo) — село в общине Биелина Республики Сербской Боснии и Герцеговины. Население составляет 1229 человек по переписи 2013 года.

## Население
По переписи 1942 года в деревне проживало 1,5 тыс. немцев, которых оккупационная власть переселила в Польшу.

## История
Статус общины поселение получило в 1907 году. Во время существования Австро-Венгрии оно называлось Франц-Йозефсфельд (нем. Franz-Josefsfeld), в межвоенные годы называлось Петрово-Поле (серб. Петрово Поље), во время Второй мировой войны получило название Шенберг (нем. Schenberg) в честь первого солдата вермахта, вошедшего в село. В 1913 году в селе был установлен первый телефонный аппарат, в 1925 году появилось и радио.